# Espora
En biologia, una espora és una unitat de reproducció sexual o asexual que es pot adaptar per a la dispersió i la supervivència, sovint durant períodes prolongats de temps, en condicions desfavorables. Les espores formen part dels cicles vitals de moltes plantes, algues, fongs i protozous. Les espores bacterianes no formen part d'un cicle sexual, sinó que són estructures resistents que s'utilitzen per sobreviure en condicions desfavorables. Les espores de mixozous alliberen amèbules als seus hostes per a la infecció parasitària, però també es reprodueixen dins dels hostes a través de l'aparellament de dos nuclis del plasmodi, que es desenvolupa a partir de les amebules.
Les espores solen ser haploides i unicel·lulars i es produeixen per meiosi en l'esporangi d'un esporòfit diploide. En condicions favorables, les espores es poden convertir en un nou organisme mitjançant la divisió mitòtica, produint un gametòfit multicel·lular, que finalment produeix gàmetes. Dos gàmetes es fusionen per formar un zigot que es converteix en un nou esporòfit. Aquest cicle es coneix com alternança de generacions.
Les espores de les plantes de llavors es produeixen internament i les megàspores (formades dins dels òvuls) i les micròspores participen en la formació d'estructures més complexes que formen les unitats de dispersió, les llavors i els grans de pol·len.

## Tipus
- Endòspora o espora bacteriana, estructures de resistència de bacteris
- Espora (vegetal), estructura reproductiva d'alguns vegetals com les molses i les falgueres
- Espora (micologia), estructura reproductiva d'alguns fongs superiors, com ara els bolets